# Orasema simplex
Orasema simplex är en stekelart som beskrevs av John M. Heraty 1993. Orasema simplex ingår i släktet Orasema och familjen Eucharitidae. Inga underarter finns listade i Catalogue of Life.